# Onthophagus clypealis
Onthophagus clypealis är en skalbaggsart som beskrevs av Lea 1923. Onthophagus clypealis ingår i släktet Onthophagus och familjen bladhorningar. Inga underarter finns listade i Catalogue of Life.